# Richard Nathaniel Wright
Richard Nathaniel Wright (Roxie, Mississipi, 4 de setembre de 1908 - París, França, 28 de novembre de 1960) va ser un escriptor estatunidenc de novel·les i contes de vegades controvertits. Gran part de la seva literatura fa referència a temes racials, especialment aquells que es refereixen a la difícil situació dels afroamericans al segle xix. El seu treball va ajudar a redefinir els debats sobre les relacions racials als Estats Units en la meitat del segle xx.

## Primers anys
Wright va néixer a la plantació Rucker a Roxie (Mississipi). Va ser el primer dels dos fills d'Ella Wilson, una mestra d'escola primària, i Nathaniel Wright, un parcer analfabet.
A finals de 1912 la família Wright es va traslladar a Memphis, Tennessee, i Nathaniel va abandonar la família diversos mesos més tard. El 1914 quan Ella va emmalaltir, Wright i el seu germà van ser col·locats sota la cura temporal de Settlement House, un orfenat metodista. El 1916 els nois es van reunir amb la seva mare, i es van traslladar a Jackson (Mississipi), a viure amb la seva àvia materna, Margaret Wilson.
Més tard, la família va ser a viure amb els oncles de Wright a Elaine, Arkansas, però es van anar després que racistes assassinessin a l'oncle de Wright, Silas Hoskins, el 1916. La família va fugir a West Helena, on vivien en por en habitacions llogades per diverses setmanes.
El 1917, la senyora Wright va portar als nois a Jackson, Mississipi, durant diversos mesos, però en l'hivern de 1918 van tornar a West Helena. El 1919 la senyora Wright va sofrir un vessament cerebral, causant una major desintegració familiar. Wright va triar anar a viure amb el seu oncle Clark i Jody va anar a viure a Greenwood (Mississipi), a contracor, on podia estar a prop de la seva mare, però les restriccions imposades pels seus oncles van ser massa per al nen. A la vora d'un atac de nervis, Wright va obtenir permís per tornar a Jackson, a viure amb la seva àvia Wilson.
Wright va viure amb la seva àvia materna a Jackson des de principis de 1920 fins a finals de 1925. Allà se sentia asfixiat per la seva tieta i la seva àvia, que van tractar d'obligar-ho a resar perquè pogués trobar a Déu. Més tard, va amenaçar amb anar-se de casa perquè la seva àvia es va negar a permetre-li treballar durant els dissabtes, a causa que l'Església Adventista del Setè Dia estableix els dissabtes com un dia de repòs. Els primers conflictes amb la seva tieta i la seva àvia el van deixar amb una hostilitat permanent cap a les solucions religioses per als problemes quotidians.
A l'edat de quinze anys, Wright va escriure el seu primer relat, "El vudú de mig acre de l'infern" ("The Voodoo of Hell's Half-Acre"), que va ser publicat en el periòdic local de negres Southern Register. El 1923 Wright va sobresortir a l'escola primària i es va transformar en l'estudiant amb les millors notes de l'escola secundària Robertson Smith. Però decidit no ser anomenat un oncle Tom, negant-se a donar el discurs de comiat que el sotsdirector havia preparat acuradament perquè no ofendria als funcionaris blancs de l'escola, i finalment va convèncer els administradors negres perquè li permetessin llegir una versió compromesa del que havia escrit. Al setembre del mateix any, Wright es va registrar per a matemàtiques, anglès i cursos d'història a la nova Escola Secundària Lanier en Jackson, però va haver de deixar d'assistir a classes després de tenir diverses setmanes d'assistència irregular perquè necessitava guanyar diners per a les despeses de la família. La seva infància a Memphis i Mississipi van formar les seves impressions duradores del racisme nord-americà.

## Chicago
Wright es va mudar a Chicago el 1927. Després d'aconseguir finalment treball com un empleat postal, va llegir altres escriptors i va estudiar els seus estils durant el seu temps lliure. Quan el seu treball en l'oficina de correus va ser eliminat per les polítiques de Hoover de la Gran Depressió, es va veure obligat a acudir per socors el 1931. En 1932, va començar a assistir a les reunions del Club John Reed. Com el club va estar dominat pel Partit Comunista, Wright va establir una relació amb un nombre de membres del partit. Especialment interessat en els contactes literaris realitzats en les reunions, Wright es va unir formalment al Partit Comunista a la fi de 1933, i com un poeta revolucionari va escriure nombrosos poemes proletaris, com "He vist mans negres" ("I Have Seen Black Hands"), "Nosaltres, els dels carrers" ("We of the Streets"), "Fulles vermelles de llibres vermells" ("Xarxa Leaves of Xarxa Books"), en periòdics d'esquerra, com The New Masses i uns altres. Una lluita de poder dins del cabildo de Chicago del Club John Reed va portar a la dissolució de l'adreça del club; a Wright li havien dit que comptava amb el suport dels membres del partit del club si estava disposat a unir-se al mateix. En 1935, Wright havia completat la seva primera novel·la, Pou negre (Cesspool), que va ser publicada com Lawd Today el 1963, i el gener de 1936 la seva història "Gran noi es va de casa" ("Big Boy Leaves Home"), que va ser acceptada per a la seva publicació en New Caravan. Al febrer, Wright va començar a treballar amb el Congrés Nacional Negre, i a l'abril va presidir el Grup d'Escriptors de la Zona Sud (South Side Writers Group), els membres de la qual incloïa a Arna Bontemps i Margaret Walker. Wright va presentar alguns dels seus assajos i poesies crítiques al grup de crítiques i va llegir en veu alta alguns dels seus contes. En 1936, també va estar revisant Pou negre. A través del club, Wright havia editat Front d'Esquerra (Left Front), que era una revista que el Partit Comunista va tancar el 1937, malgrat les reiterades protestes de Wright. Durant aquest període, Wright també va contribuir en la revista The New Masses. Si bé Wright va ser al principi complagut per relacions positives amb els comunistes blancs a Chicago, va ser humiliat més tard a Nova York per alguns que van retirar una oferta per trobar-li habitatge a causa de la seva raça. Per empitjorar les coses, alguns comunistes negres van denunciar l'articulat, classificant a Wright com un intel·lectual burgès, suposant que va ser educat i excessivament assimilat en la societat blanca. No obstant això, va ser un gran autodidacte, després d'haver estat forçat a acabar la seva educació pública en finalitzar l'escola primària.
La insistència de Wright que els escriptors joves comunistes havien de donar-se espai per conrear el seu talent i les seves relacions de treball amb un nacionalista negre comunista va portar a una renyina pública amb el partit i el líder comunista afroamericà Buddy Nealson. Wright va ser amenaçat a punta de ganivet per treballadors simpatitzants de l'organització, sent denunciat com un trotskista al carrer per vaguistes i agredit físicament per antics camarades quan va intentar unir-se a ells durant la marxa del Primer de Maig de 1936.

## Nova York
En 1937, Richard Wright es va traslladar a Nova York, on va forjar nous llaços amb membres del Partit Comunista després d'haver-se establert. Va treballar en la guia de la ciutat, New York Panorama, de 1938, pel Projecte Federal d'Escriptors de la WPA, i va escriure un assaig en Harlem. Wright es va convertir en l'editor del Daily Worker en Harlem. Ell estava feliç que durant el seu primer any a Nova York totes les seves activitats involucraven escrits d'algun tipus. En l'estiu i tardor va escriure més de dos-cents articles pel Daily Worker i va ajudar a editar una breu revista literària, New Challenge. També, l'any va ser una fita per Wright perquè va conèixer i va desenvolupar una amistat amb Ralph Ellison que duraria anys i es va assabentar que rebria el primer premi de cinc-cents dòlars de la revista Story pel seu conte "Foc i núvol" ("Fire and Cloud").
Després que Wright rebés el premi de la revista Story al començament de 1938, va deixar de costat el seu manuscrit Lawd Today i va acomiadar al seu agent literari, John Troustine. Va contractar a Paul Reynolds, el conegut agent de Paul Laurence Dunbar, per representar-ho. Mentrestant, la revista Story li va oferir a l'editorial Harper tots els contes premiats de Wright per a un llibre i Harper va decidir publicar-los.
Wright va guanyar l'atenció nacional per la col·lecció de quatre contes titulats Els fills de l'Oncle Tom (Uncle Tom's Children) de 1938, en la qual es va basar en algunes històries de linxaments de negres en el Sud Profund. La publicació i el favorable acolliment dels fills de l'Oncle Tom van millorar la situació de Wright amb el Partit Comunista i li va permetre establir un grau raonable d'estabilitat financera. Va ser nomenat membre del consell editorial de The New Masses i Granville Hicks, un prominent crític literari i simpatitzant comunista, li va presentar a esquerrans a Boston. Pel 6 de maig de 1938 les excel·lents vendes li havien proporcionat prou diners per a traslladar-se a Harlem, on va començar a escriure Fill natiu (Native Són) de 1940.
La col·lecció també li va valer una Beca Guggenheim, que li va permetre completar Fill natiu. Va ser el primer llibre d'un autor afroamericà a ser considerat llibre del mes pel conegut Book of the Month Club. El personatge principal, Bigger Thomas, representa les limitacions que la societat li col·loca als afroamericans, les quals només podien ser superades pel seu protagonista a través del seu atroç comportament.

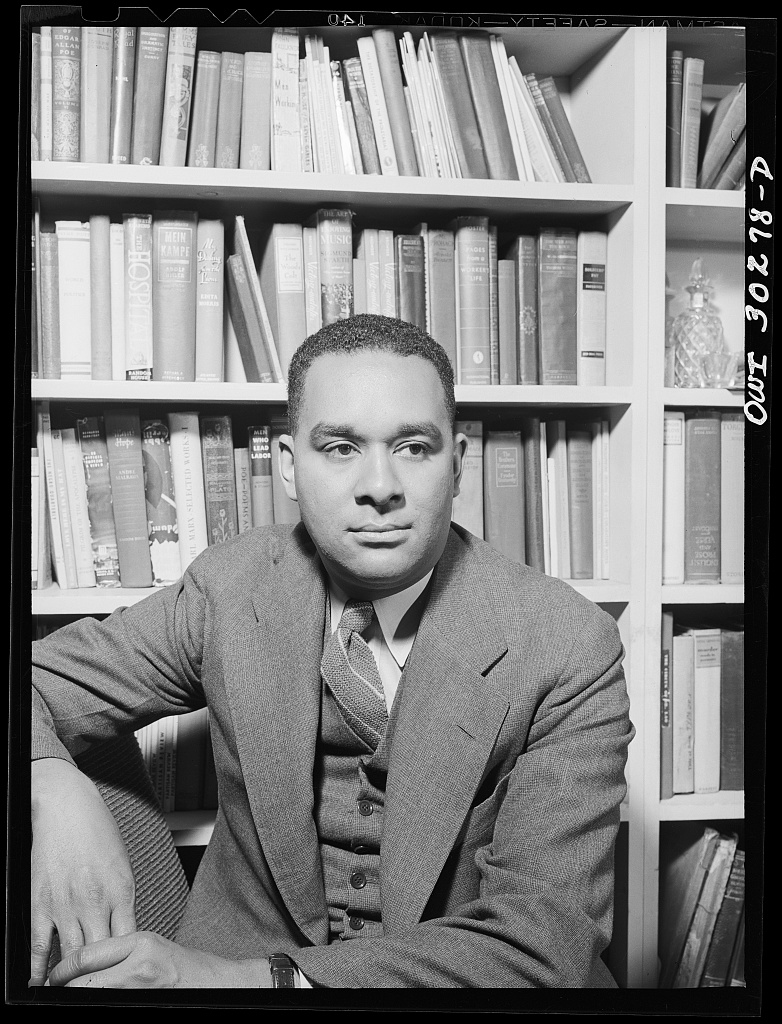
Richard Wright fotografiat el 1943 per Gordon Parks.

Wright va ser criticat per la focalització de les seves obres en la violència. En el cas de Fill natiu, les persones es van queixar que va retratar a un home negre que podia veure's com la confirmació dels pitjors temors dels blancs. El període següent a publicació de Fill natiu va ser un temps molt ocupat per Wright. El juliol de 1940 va viatjar a Chicago per fer una recerca sobre la història popular dels negres per acompanyar les fotografies seleccionades per Edwin Rosskam. Mentre va estar a Chicago va visitar la American Negre Exhibition amb Langston Hughes, Arna Bontemps i Claude McKay.
Després va viatjar a Chapel Hill, Carolina del Nord, on ell i Paul Green col·laboren en una espectacular versió de Fill natiu. El gener de 1941 Wright va rebre la prestigiosa Medalla Spingarn per l'assoliment digne d'esment per un negre. Fill natiu es va estrenar a Broadway al març de 1941, amb Orson Welles com a director i amb crítiques favorables. Un volum de fotografies gairebé completament extretes dels arxius de l'Administració de Seguretat Agrícola, amb la nota de Wright, Twelve Million Black Voices: A Folk History of the Negre in the United States, es va publicar a l'octubre de 1941 a l'aclamació àmplia de la crítica.
La novel·la de Wright semiautobiográfica Chico negre (Black boy), de 1945, descriu la seva vida en Roxie fins al seu trasllat a Chicago, els seus enfrontaments amb la seva família d'adventistes, les seves dificultats amb els patrons blancs i el seu aïllament social. Gana americana (American hunger), va ser publicada pòstumament el 1977, originalment com el segon volum de Nen negre. L'edició de la Biblioteca d'Amèrica del Nord (Library of America) va ser restaurada a aquesta forma.
Aquest llibre detalla la participació de Wright en els clubs John Reed i el Partit Comunista, que va deixar el 1942. El llibre deixa la impressió de que va abandonar el partit anteriorment, però la seva retirada no es va fer pública fins a 1944. En l'edició reformada, la seva estructura díptica reflecteix els dogmatismes i la intolerància del comunisme organitzat, pel seu menyspreu a la literatura "burgesa" i als membres "apartats" del partit, mostrant la seva similitud amb les religions organitzades fonamentalistes. Wright desaprovava les purgues en la Unió Soviètica. No obstant això, Wright va seguir creient en solucions democràtiques d'extrema esquerra pels problemes polítics.

## París
Wright es va traslladar a París el 1946 i es va convertir en un nord-americà expatriat permanentment. A París, va fer amistat amb Jean-Paul Sartre i Albert Camus. La seva fase existencialista va ser representada en la seva segona novel·la, L'estrany (The Outsider), de 1953, que descriu la participació d'un personatge afroamericà amb el Partit Comunista a Nova York. També va ser amic d'escriptors expatriats, com Chester Himes i James Baldwin, encara que la relació amb aquest últim va acabar amb amargor després que Baldwin va publicar el seu assaig La novel·la que tots protesten (Everybody's Protest Novella) (recopilat en Notes d'un fill natiu), en la qual va criticar la imatge estereotipada que Wright li va donar a Bigger Thomas. En 1954 va publicar una novel·la menor, Vacances salvatges (Savage Holiday). Després de convertir-se en ciutadà francès el 1947, Wright va seguir viatjant a través d'Europa, Àsia i Àfrica. Aquestes experiències van ser la base de nombroses obres de no ficció. Una d'elles va ser Poder negre (Black Power), de 1954, un comentari sobre les nacions emergents d'Àfrica.
En 1949, Wright va contribuir a l'antologia d'escrits anticomunistes El Déu que va fallar (The God That Failed); el seu assaig va ser publicat en la revista Atlantic Monthly tres anys abans i es deriva de la part no publicada de Noi negre. Això va conduir al fet que fos convidat a unir-se al Congrés per la Llibertat Cultural, sospitant encertadament que tenia connexions amb la CIA. Punt la CIA com l'FBI van tenir a Wright baix vigilància a partir de 1943. Durant el macarthisme, Wright va ser col·locat en la llista negra dels jerarques dels estudis de Hollywood en la dècada de 1950, però, el 1950, va protagonitzar a l'adolescent Bigger Thomas (ho va interpretar amb 42 anys) en una versió argentina de la pel·lícula de Fill natiu.
En 1955, Wright va visitar Indonèsia per a la Conferència de Bandung i va escriure les seves observacions en La cortina de color: un informe sobre la Conferència de Bandung (The Color Curtain: A Report on the Bandung Conference). Wright va ser optimista sobre les possibilitats que plantejava aquesta reunió entre nacions oprimides recentment.
Altres obres de Richard Wright són Escolta, home blanc! (White man, listen!), de 1957; una novel·la, El llarg somni (The Long Dream), el 1958; així com una col·lecció de contes, Vuit homes (Eight men), publicada el 1961, poc després de la seva mort. Les seves obres tracten la pobresa, la ira, i les protestes dels negres americans urbans del nord i el sud.
El seu agent, Paul Reynolds, va enviar crítiques aclaparantment negatives del manuscrit de quatre-centes pàgines Illa de les al·lucinacions (Island of Hallucinations) de Wright, al febrer de 1959. Malgrat això, al març, Wright va esbossar una novel·la en la qual rebusca ser alliberat del seu condicionament racial i convertir-se en un personatge dominant. Al maig de 1959, Wright volia deixar París per viure a Londres. Sentia que la política francesa era cada vegada més submisa amb l'administració nord-americana. La tranquil·litat parisenca que havia gaudit va ser destrossada per les renyines i atacs instigats pels enemics dels escriptors negres expatriats.
El 26 de juny de 1959, després d'una festa que celebrava la publicació francesa d'Escolta, home blanc!, Wright va emmalaltir, víctima d'un virulent atac de disenteria amèbica probablement es va contagiar durant la seva estada en la Costa d'Or britànica. En novembre de 1959, la seva esposa havia trobat un apartament a Londres, però la malaltia de Wright, i unes complicacions amb uns funcionaris d'immigració britànics, van acabar amb el seu desig de viure a Anglaterra.
El 19 de febrer de 1960, Wright va aprendre de Reynolds que l'estrena a Nova York de l'adaptació teatral del llarg somni va rebre crítiques tan dolentes que l'adaptador, Ketti Frings, va decidir cancel·lar altres actuacions. Mentrestant, Wright estava corrent amb altres problemes va tractar de publicar El llarg somni a França. Aquestes reculades li van impedir acabar les seves revisions de l'illa de les al·lucinacions, que necessitava per obtenir un compromís de Doubleday.
En juny de 1960, Wright va gravar una sèrie de discussions per a una ràdio francesa que tractaven principalment dels seus llibres i la seva carrera literària. També abasta la situació racial als Estats Units i el món, i va denunciar específicament la política nord-americana a Àfrica. A finals de setembre, per cobrir les despeses extres de la mudança de la seva filla Julia de Londres a París per assistir a la Sorbona, Wright va escriure publicitats de fundes de discos per a Nicole Barclay, director de la major companyia discogràfica de París.
Malgrat les seves dificultats financeres, Wright es va negar a comprometre els seus principis. Negant-se a participar en una sèrie de programes per a una ràdio canadenca, perquè sospitava del control nord-americà. Per la mateixa raó, va rebutjar una invitació del Congrés per la Llibertat Cultural per anar a l'Índia a parlar en una conferència en memòria de Leo Tolstoy. Va seguir interessat en la literatura, va ajudar a Kyle Onstott a publicar a França a la seva obra Mandingo, de 1957. La seva última exposició d'energia explosiva es va produir el 8 de novembre de 1960 en la seva polèmica conferència "La situació de l'artista negre i intel·lectual als Estats Units", dirigida als estudiants i membres de l'Església Americana a París. Wright va argumentar que la societat nord-americana ha reduït als membres més militants de la comunitat negra a esclaus quan han volgut qüestionar l'statu quo racial. Va oferir com a prova als atacs subversius dels comunistes contra Fill natiu i les renyines que James Baldwin i altres autors van buscar amb ell.
El 26 de novembre de 1960, Wright va parlar amb entusiasme de la bondat de papi (Daddy Goodness) amb Langston Hughes i li va donar el manuscrit. Wright va contreure l'disenteria amèbica en una visita a Àfrica el 1957, i malgrat diversos tractaments, la seva salut es va deteriorar en els propers tres anys. Va morir a París d'un atac cardíac a l'edat de 52 anys. Va ser enterrat en el cementiri del Père-Lachaise. No obstant això, la seva filla Julia va afirmar que el seu pare va ser assassinat.
Una sèrie d'obres de Wright s'han publicat pòstumament. Alguns dels passatges més impactants de Wright, relacionats amb la raça, el sexe i la política, van ser tallats o es van ometre abans de la publicació original. En 1991, es van publicar versions íntegres de Fill natiu, Chico negre i altres obres. A més, el 1994, es va publicar la seva novel·la Ritu de passatge (Rite of Passage) per primera vegada.
En els últims anys de la seva vida, Richard Wright es va enamorar de la forma poètica japonesa de l'Haiku, escrivint prop de 4.000 poemes en aquest estil. En 1998 es va publicar un llibre ("Haiku: aquest altre món" ISBN 0-385-72024-6) amb 817 dels seus haikus favorits.
Una col·lecció d'escrits de viatges de Wright va ser publicada per l'editorial de la Universitat de Mississipi en 2001. A la seva mort, Wright va deixar un llibre inacabat, La llei d'un pare (A Father's law). L'obra tracta sobre policia negre i el seu fill, que són sospitosos d'assassinat. La seva filla Julia Wright va publicar La llei d'un pare en gener de 2008. Una edició compilada que conté obres polítiques de Wright va ser publicada sota el títol de Tres llibres de l'exili: Poder negre; La cortina de color; i Escolta, home blanc!.

## Vida familiar
Wright es va casar amb Dhima Rose Meadman el 1939, una professora de dansa moderna d'ascendència judeo-russa, però es van divorciar un any més tard. En 1941, es va casar amb Ellen Poplar, filla d'immigrants polonesos d'ascendència jueva i una organitzadora del Partit Comunista en Brooklyn. Van tenir dues filles: Julia, el 1942, i Rachel, el 1949.

## Influències literàries
En Noi negre, Wright va discutir una sèrie d'autors les obres dels quals van influenciar la seva pròpia obra, incloent H.L. Mencken, Gertrude Stein, Fyodor Dostoevsky, Sinclair Lewis, Marcel Proust i Edgar Lee Masters.

## Publicacions
Recopilacions

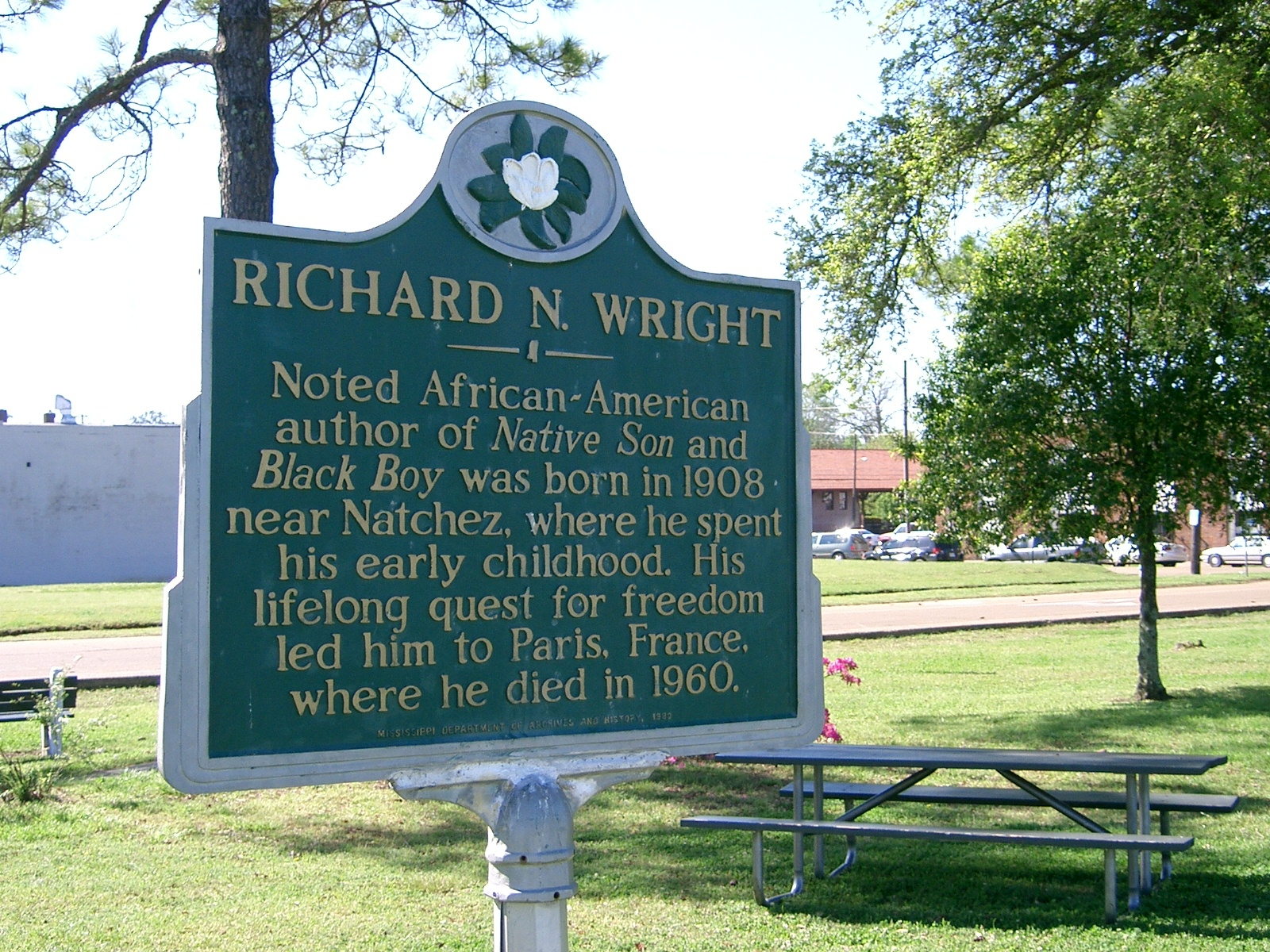
Placa en record de Richard Wright, a Natchez.

- Richard Wright: Early Works (ed., Arnold Rampersad). Library of America, 1991. ISBN 978-0-94045066-0
- Richard Wright: Later Works (ed., Arnold Rampersad). Library of America, 1991. ISBN 978-0-94045067-7

Drama
- Native Son: The Biography of a Young American amb Paul Green. Nova York: Harper, 1941.

Ficció
- Uncle Tom's Children. Nova York: Harper, 1938. (Els fills de l'Oncle Tom, Eds. Sud-americana, 1946)
- The Man Who Was Almost a Man. Nova York: Harper, 1939. (L'home que era gairebé un home)
- Native són. Nova York: Harper, 1940. (Fill natiu, Barcelona, Cercle de Lectors, 2001)
- The Outsider. Nova York: Harper, 1953. (L'estrany, Editorial Sud-americana, 1954)
- Savage Holiday. Nova York: Avon, 1954. (Vacances salvatges)
- The Long Dream. Garden City, New York: Doubleday, 1958. (El llarg somni, Editorial Sud-americana, 1960)
- Eight Men. Cleveland and New York: World, 1961. (Vuit homes', Editorial Sud-americana, 1962)
- Lawd Today. Nova York: Walker, 1963.
- Rite of Passage. New York: Harper Collins, 1994. (Ritu de passatge)
- A Father's Law. Londres: Harper Perennial, 2008. (La llei d'un pare)

No ficció
- How "Bigger" Was Born; Notes of a Native Son. Nova York: Harper, 1940.
- 12 Million Black Voices: A Folk History of the Negre in the United States. Nova York: Viking, 1941.
- Black boy. Nova York: Harper, 1945. (Chico negre, Grup Unisón Produccions, 2007)
- Black Power. Nova York: Harper, 1954. (Poder negre)
- The color curtain. Cleveland i Nova York: World, 1956. (La cortina de color)
- Paguen Spain. Nova York: Harper, 1957. (Espanya pagana, Madrid, Orígens, 1988)
- Letters to Joe C. Brown. Kent State University Libraries, 1968. (Cartes per a Joe C. Brown)
- American Hunger. Nova York: Harper & Row, 1975. (Gana americana, Barcelona, Noguer Edicions, 1978)

Assajos
- The Ethics Of Living Jim Crow: An Autobiographical Sketch (1937)
- Introduction to Black Metropolis: A Study of Negre Life in a Northern City (1945)
- I Choose Exile (1951)
- White man, listen!. Garden City, Nova York: Doubleday, 1957. (Escolta, home blanc!, Editorial Sud-americana, 1959)
- Blueprint for Negre Literature. Nova York, New York, 1937.[14]
- The God that Failed. col·laborador, 1949. (El Déu que va fallar)

Poesia
- Haiku: This Other World. Eds. Yoshinobu Hakutani and Robert L. Tenir. Arcade, 1998. (Haiku: aquest altre món)